# Delikt
Delikt och Kvasidelikt, är inom juridik, den romerska rättsvetenskapens uttryck för vissa omständigheter, som ger upphov till skuldförhållanden (obligationer).

## Delikt i romersk rätt
Såsom delikt (av latinets delictum, fel, förbrytelse; även ordet maleficium, illgärning, förekommer i de romerska rättskällorna) upptogs i den romerska rätten dels rättsstridigt skadande av annans sak (damnum injuria datum), vilket föranledde ersättningsanspråk enligt den s.k. lex Aquilia, dels stöld, rån, svek, hot och förolämpning (furtum, rapina, dolus, metus, injuria). Även rättsstridigt förfarande med annans fasta egendom betraktades i vissa fall som delikt.
Påföljden av begånget delikt var skadestånds- eller restitutionsskyldighet och, i särskilda fall, böter.
Uttrycket kvasidelikt har bildats efter de justinianska institutionernas (se Institutiones) rubrik De obligationibus quae quasi ex delicto nascuntur (om skuldförhållanden, som uppkomma likasom av brott). Under denna rubrik heter det bland annat, att den, som bebor ett hus, varifrån något kastats ut eller slagits ut med skadegörande verkan, kan förpliktas att ersätta denna skada dubbelt; vidare att skeppare, gästgivare eller stallvärd, som under sin yrkesutöfning mottagit främmande egendom, likaledes kan åläggas att betala dubbla beloppet av den skada, som hans folk vållat egendomen.
Till kvasideliktsobligationerna har också brukat hänföras slavägares ansvar för slavens delikt och husdjursägares ansvar för skada, som djuret på oförutsett vis orsakat: skyldighet att ersätta skadan eller att utlämna slaven respektive djuret ("noxal-anspråk", se Noxa).

## Delikt i modern rätt
Även i modern rätt talas om delikt i betydelsen skadegörelse såsom anledning till ett skuldförhållande ("deliktsobligation"; se Fordran och Skadeersättning).